# 国際連合安全保障理事会決議1
国際連合安全保障理事会決議1（こくさいれんごうあんぜんほしょうりじかいけつぎ1、英: United Nations Security Council Resolution 1,UNSCR1）は、1946年1月25日に国際連合安全保障理事会で採択された決議。国際連合憲章第47条に則り、軍事参謀委員会の招集・設立を求めている。
決議では、1946年2月1日に安全保障理事会常任理事国各国の参謀総長又はその代表者がロンドンに集合し、軍事参謀委員会を設立することとその具体的な組織編成について安保理に提案することを求めている。